# Salesches
Salesches ist eine französische Gemeinde mit 328 Einwohnern (Stand 1. Januar 2022) im Département Nord in der Region Hauts-de-France. Sie gehört zum Kanton Avesnes-sur-Helpe im Arrondissement Avesnes-sur-Helpe. 

## Lage
Die Gemeinde Salesches liegt am Flüsschen Saint-Georges im Regionalen Naturpark Avesnois, 19 Kilometer südlich von Valenciennes. Sie grenzt im Nordosten an Ghissignies, im Osten an Louvignies-Quesnoy, im Südosten an Poix-du-Nord, im Südwesten an Neuville-en-Avesnois und im Nordwesten an Beaudignies.

## Bevölkerungsentwicklung
| Jahr                       | 1962 | 1968 | 1975 | 1982 | 1990 | 1999 | 2009 | 2021 |
| Einwohner                  | 351  | 371  | 332  | 295  | 294  | 315  | 306  | 329  |
| Quellen: Cassini und INSEE |      |      |      |      |      |      |      |      |

## Sehenswürdigkeiten

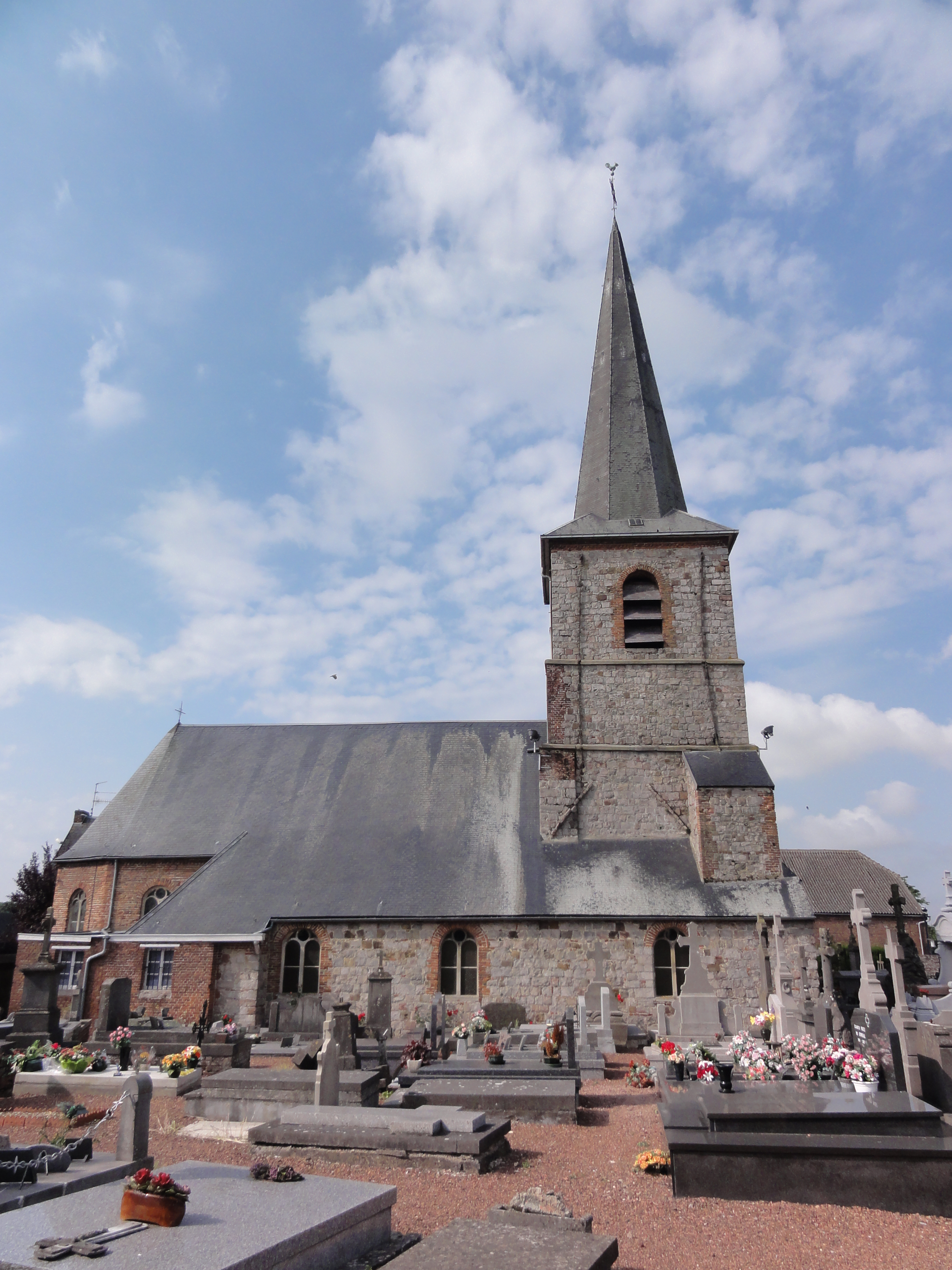
Kirche Saint-Quinibert
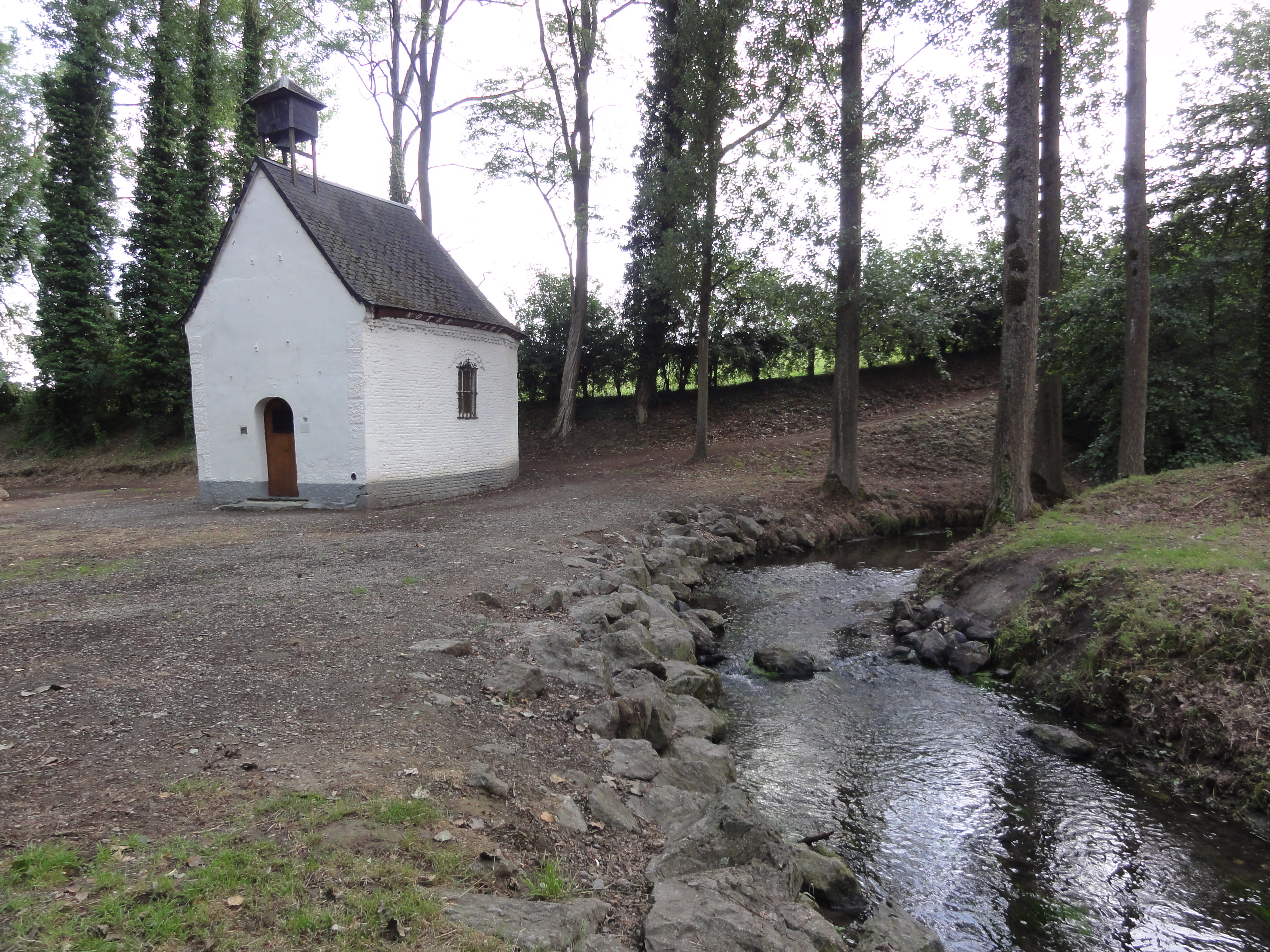
Kapelle Les Prés am Flüsschen Saint-Georges
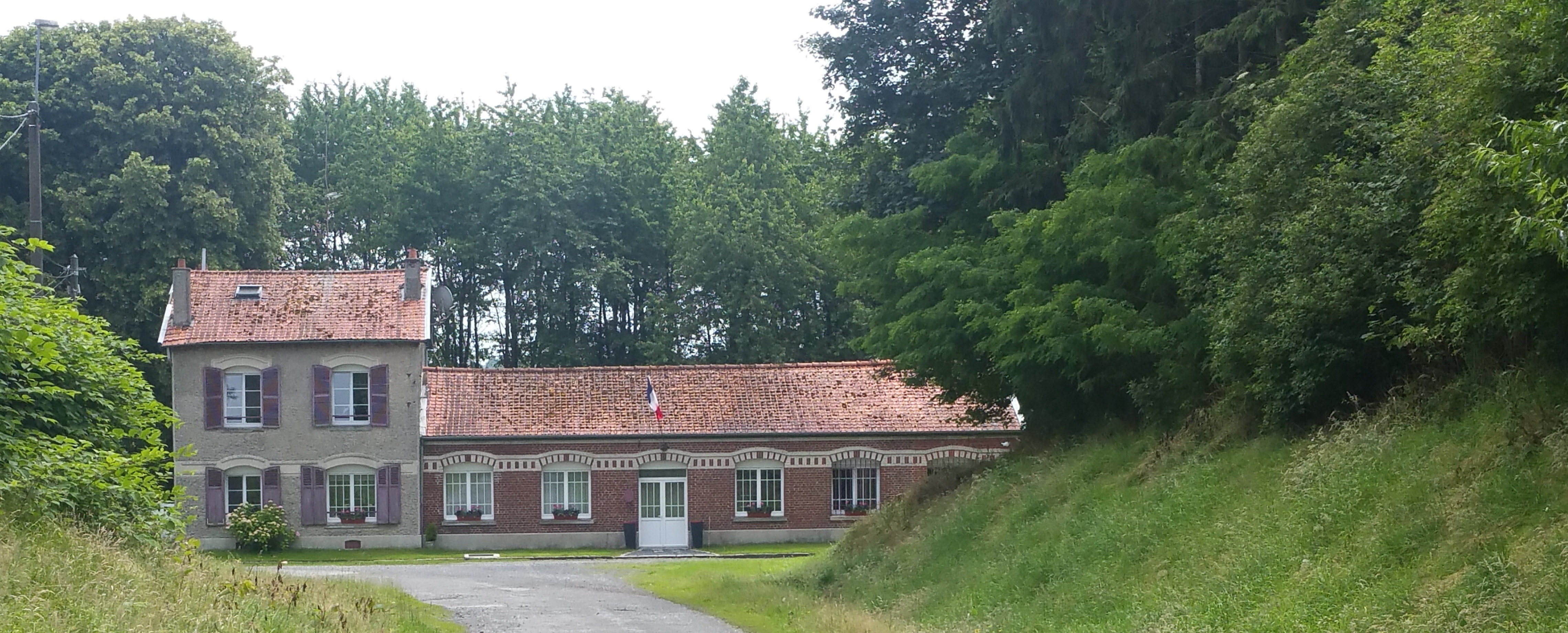
Ehemaliger Bahnhof
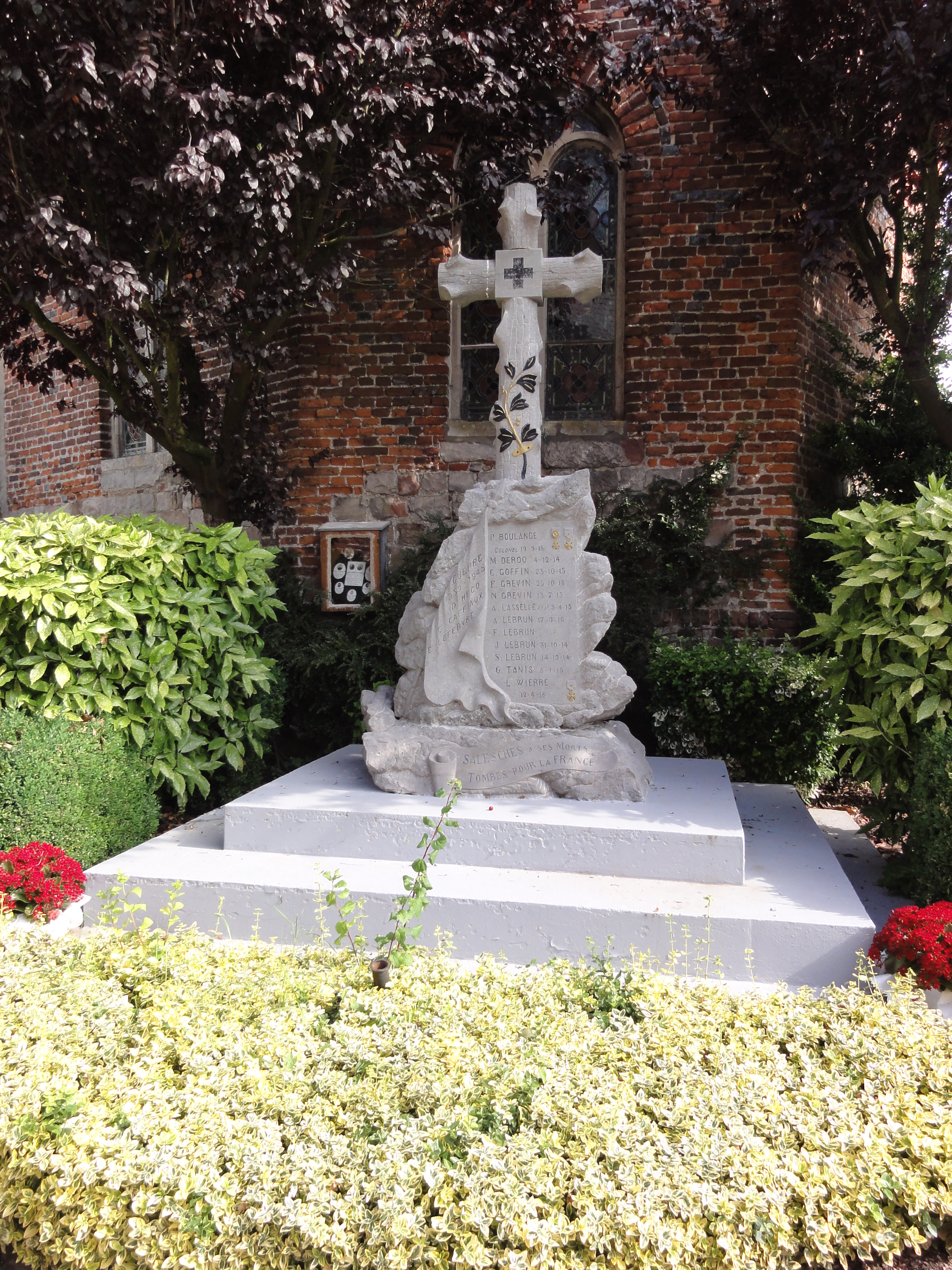
Gefallenendenkmal

- Kapelle Les Prés

- Kirche Saint-Quinibert
- Kapelle Les Prés am Flüsschen Saint-Georges
- Ehemaliger Bahnhof
- Gefallenendenkmal